# Cryptomyzus heinzei
Cryptomyzus heinzei är en insektsart. Cryptomyzus heinzei ingår i släktet Cryptomyzus och familjen långrörsbladlöss. Inga underarter finns listade i Catalogue of Life.